# 格塔亞
格塔亞是羅馬尼亞的城鎮，位於該國西部，距離首府蒂米什瓦拉40公里，由蒂米什縣負責管轄，面積247.48平方公里，海拔高度110米，2007年人口6,158，大多數居民信奉東正教。
45°26′N 21°26′E / 45.433°N 21.433°E